# Нджамена
Нджаме́на (фр. N'Djamena, араб. نجامينا трансліт. Niǧāmīnā), до 1973 — Форт-Ламі (фр. Fort-Lamy) — столиця Чаду, найбільше місто країни, її адміністративний, економічний та культурний центр. Нджамена є одним з 22 регіонів Чаду та поділяється на 10 районів (аррондісманів). Розташована на річці Шарі, неподалік від місця злиття з річкою Логон, прямо навпроти камерунського міста Куссері, з яким Нджамена сполучена мостом.
Населення столиці становить 721 081 жителів (2019), більша частина з яких — мусульмани.
У місті розвинені харчова та легка галузі промисловості. Є міжнародний аеропорт.

## Історія
Місто було засновано в 1900 році французами як військовий опорний пункт Форт-Ламі і до 1958 року виконувало функції адміністративного центра французької колонії Чад. Під час Другої світової війни французи використовували аеропорт міста для переміщення військ і військових вантажів. 21 січня 1942 року німецький бомбардувальник Heinkel He 111 з Sonderkommando Blaich розбомбив аеродром в Форт-Ламі, знищивши запаси нафти і десять літаків.
1973 року Форт-Ламі був перейменований на Нджамену президентом Чаду Томбалбаєм Франсуа в рамках програми «африканізації». Нова назва була взята від одного з довколишніх сіл і в перекладі з арабської означає «місце відпочинку».
У 1979—1980 роках Нджамена була частково зруйнована під час громадянської війни у Чаді. У 1980—1981 роках під час чадсько-лівійського конфлікту місто було окуповане Лівією.У ці роки майже все населення покинуло місто і перебралося в Камерун, на протилежний берег річки Шарі. Жителі стали повертатися назад після закінчення збройних зіткнень. До 1984 року товари підлягали суворому нормуванню, а школи залишалися закритими.
13 квітня 2006 року під час битви за Нджамену було відбито напад на місто повстанського Об'єднаного фронту за демократичні зміни. 2 лютого 2008 року столиця знову піддалася нападу з боку повстанців.
Головна визначна пам'ятка столиці — Велика мечеть. Також привертають увагу туристів собор, побудований французькими колонізаторами, Національний музей і залишки споруд і матеріальної культури древньої цивілізації Сао. У Нджамені знаходиться університет Чаду і Національна школа адміністрації.

## Населення
У Нджамені тільки близько двадцяти шести відсотків території урбанізовано. Приблизно половина населення у віці до п'ятнадцяти років. Жителі міста сповідують різні релігії, але переважає іслам. Основними етнічними групами є: тубу (16,97 %), чадські араби (11,08 %), хаджераі (9,15 %), нгамбайе (6,41 %), білан (5,83 %), канембу (5, 80 %), маба (4,84 %), канурі (4,39 %), гор (3,32 %), кука (3,20 %), сара (2,24 %) і барма (2,10 %).

## Галерея

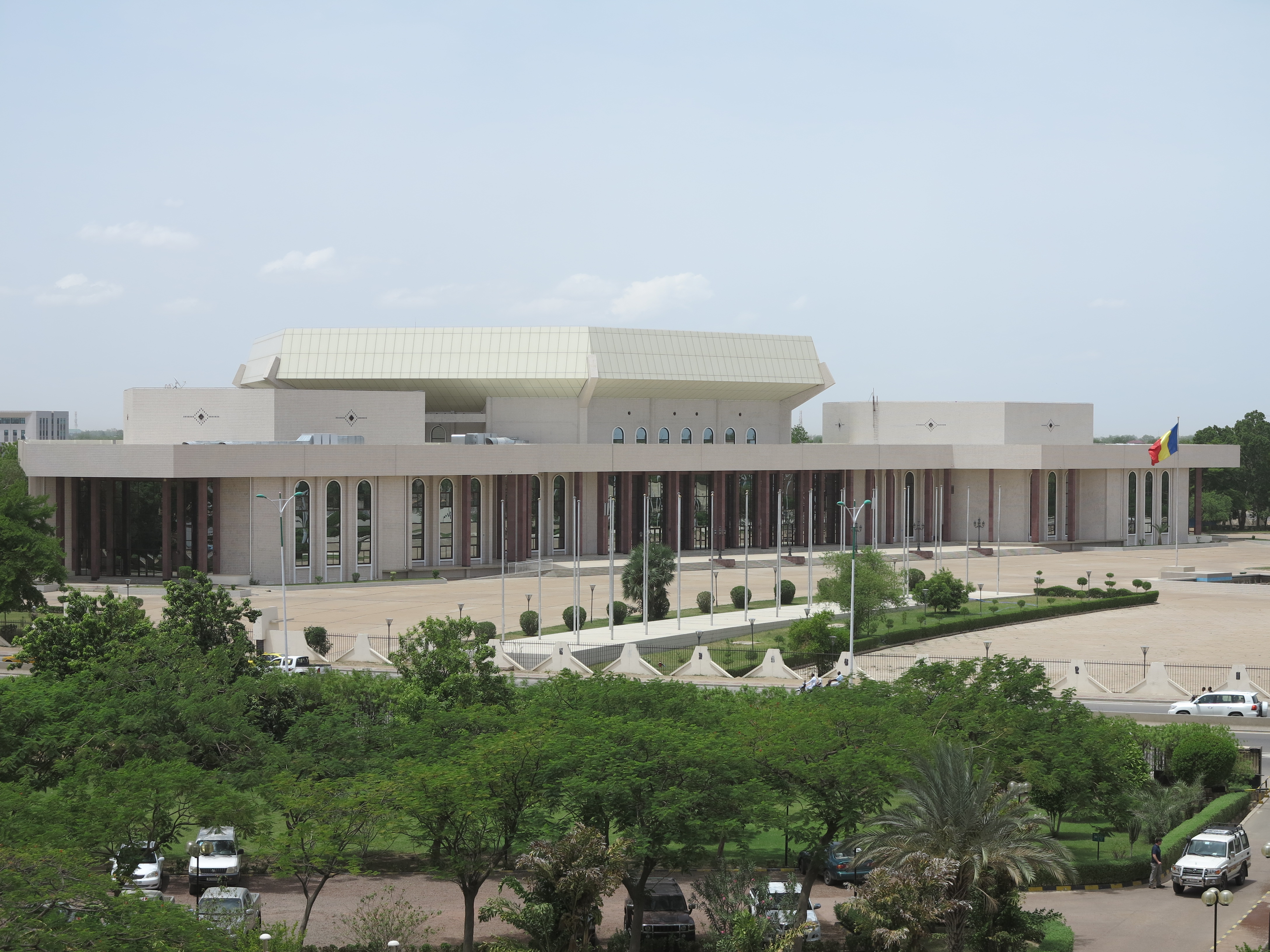
Будівля Національної Ассамблеї
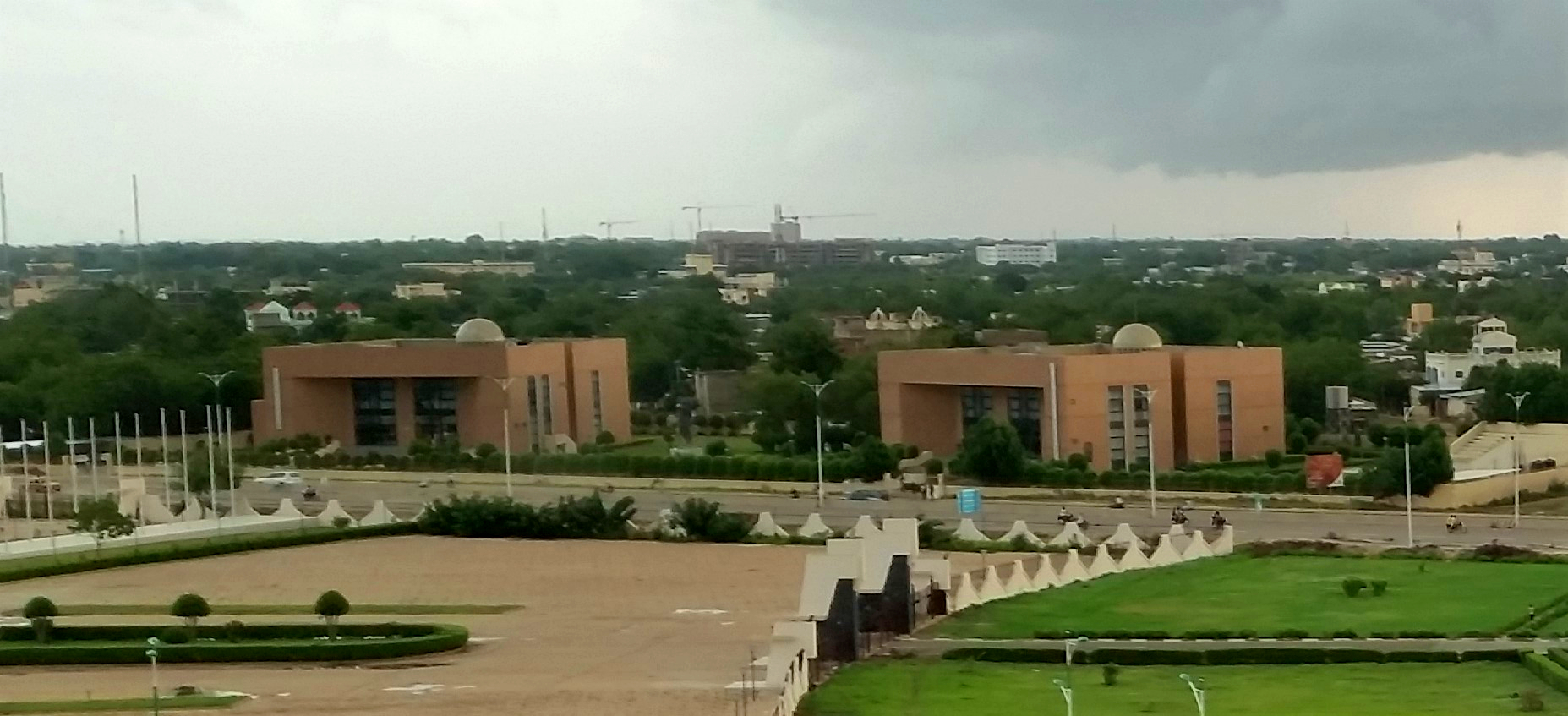
Національний музей і Національна бібліотека Чаду
Центральний банк країниЦентральний банк країни
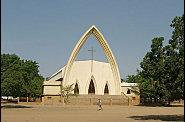
Собор Нотр-Дам де Нджамена

## Клімат
| Клімат N'Djamena (1961–1990, extremes 1904–present) | Клімат N'Djamena (1961–1990, extremes 1904–present) | Клімат N'Djamena (1961–1990, extremes 1904–present) | Клімат N'Djamena (1961–1990, extremes 1904–present) | Клімат N'Djamena (1961–1990, extremes 1904–present) | Клімат N'Djamena (1961–1990, extremes 1904–present) | Клімат N'Djamena (1961–1990, extremes 1904–present) | Клімат N'Djamena (1961–1990, extremes 1904–present) | Клімат N'Djamena (1961–1990, extremes 1904–present) | Клімат N'Djamena (1961–1990, extremes 1904–present) | Клімат N'Djamena (1961–1990, extremes 1904–present) | Клімат N'Djamena (1961–1990, extremes 1904–present) | Клімат N'Djamena (1961–1990, extremes 1904–present) | Клімат N'Djamena (1961–1990, extremes 1904–present) |
| Показник                                            | Січ.                                                | Лют.                                                | Бер.                                                | Квіт.                                               | Трав.                                               | Черв.                                               | Лип.                                                | Серп.                                               | Вер.                                                | Жовт.                                               | Лист.                                               | Груд.                                               | Рік                                                 |
| Абсолютний максимум, °C                             | 41,8                                                | 47,6                                                | 46,5                                                | 48,3                                                | 49,1                                                | 44,0                                                | 46,0                                                | 38,6                                                | 40,5                                                | 43,6                                                | 47,5                                                | 40,5                                                | 49,1                                                |
| Середній максимум, °C                               | 32,4                                                | 35,2                                                | 38,7                                                | 41,0                                                | 39,9                                                | 37,2                                                | 33,5                                                | 31,6                                                | 33,7                                                | 36,9                                                | 35,8                                                | 33,5                                                | 35,8                                                |
| Середня температура, °C                             | 23,4                                                | 25,9                                                | 29,9                                                | 32,9                                                | 32,9                                                | 30,9                                                | 28,3                                                | 27,0                                                | 28,2                                                | 29,4                                                | 26,8                                                | 24,2                                                | 28,3                                                |
| Середній мінімум, °C                                | 14,3                                                | 16,6                                                | 21,0                                                | 24,8                                                | 25,8                                                | 24,7                                                | 23,1                                                | 22,4                                                | 22,7                                                | 21,8                                                | 17,8                                                | 14,8                                                | 20,8                                                |
| Абсолютний мінімум, °C                              | 6,5                                                 | 8,0                                                 | 11,3                                                | 16,2                                                | 16,8                                                | 18,2                                                | 17,7                                                | 18,5                                                | 15,1                                                | 13,5                                                | 10,3                                                | 8,4                                                 | 6,5                                                 |
| Середня кількість сонячних годин на місяць          | 297,6                                               | 277,2                                               | 282,1                                               | 273,0                                               | 285,2                                               | 258,0                                               | 213,9                                               | 201,5                                               | 228,0                                               | 285,2                                               | 300,0                                               | 303,8                                               | 3205,5                                              |
| Норма опадів, мм                                    | 0.0                                                 | 0.0                                                 | 0.3                                                 | 10.3                                                | 25.8                                                | 51.0                                                | 143.8                                               | 174.4                                               | 84.3                                                | 20.3                                                | 0.1                                                 | 0.0                                                 | 510.3                                               |
| Днів з опадами                                      | 0                                                   | 0                                                   | 1                                                   | 3                                                   | 6                                                   | 9                                                   | 13                                                  | 15                                                  | 9                                                   | 3                                                   | 1                                                   | 0                                                   | 60                                                  |
| Вологість повітря, %                                | 29                                                  | 23                                                  | 21                                                  | 28                                                  | 39                                                  | 52                                                  | 68                                                  | 76                                                  | 72                                                  | 49                                                  | 33                                                  | 31                                                  | 43                                                  |
| --------------------------------------------------- | --------------------------------------------------- | --------------------------------------------------- | --------------------------------------------------- | --------------------------------------------------- | --------------------------------------------------- | --------------------------------------------------- | --------------------------------------------------- | --------------------------------------------------- | --------------------------------------------------- | --------------------------------------------------- | --------------------------------------------------- | --------------------------------------------------- | --------------------------------------------------- |
| Джерело:                                            |                                                     |                                                     |                                                     |                                                     |                                                     |                                                     |                                                     |                                                     |                                                     |                                                     |                                                     |                                                     |                                                     |